# Lista de campeãs do carnaval de Sapucaia do Sul
Lista de campeãs do carnaval de Sapucaia do Sul, Rio Grande do Sul.
| Ano  | Escola              | Enredo | Ref.          |
| ---- | ------------------- | --- | ------------- |
| 2001 | Acadêmicos do Morro | | [ 1 ]         |
| 2002 | Acadêmicos do Morro | | [ 1 ]         |
| 2003 | Unidos do Capão     | | [ 2 ]         |
| 2004 | Unidos do Capão     | Terra: Planeta Água. | [ 2 ] [ 3 ]   |
| 2005 | Unidos do Capão     | Porto Alegre a minha mão "tá" ai.                                                                                         | [ 2 ] [ 4 ]   |
| 2006 | Unidos do Capão     | Zumbi dos Palmares do sonho à liberdade.                                                                                  | [ 2 ] [ 5 ]   |
| 2007 | Unidos do Capão     | É show e luz, é arte, energia e vibração. E na avenida vou roubar teu coração.                                            | [ 6 ]         |
| 2008 | Águias de Ouro      | | [ 7 ]         |
| 2009 | Águias de Ouro      | No Rufar dos Tambores o Apogeu do Theatro São Pedro.                                                                      | [ 7 ]         |
| 2010 | Acadêmicos do Morro | Uma História de Bravura e Coragem – João Candido a Acadêmicos do Morro.                                                   | [ 1 ]         |
| 2011 | Águias de Ouro      | Águias de Ouro faz a festa e comemora: Sapucaia do Sul 50 anos de glória.                                                 | [ 8 ]         |
| 2012 | Águias de Ouro      | Tecnologia é fundamental: os desafios do homem em busca do equilíbrio entre novas tecnologias e a preservação do planeta. | [ 9 ] [ 10 ]  |
| 2013 | Águias de Ouro      | Águias de Ouro mergulha no fantástico reino da literatura.                                                                | [ 11 ] [ 12 ] |
| 2014 | Águia de Ouro       | A Real Academia Águias de Ouro transforma a avenida em picadeiro e convida a todos para um grande espetáculo: o circo!    | [ 13 ] [ 14 ] |